# Pico Naiguatá
Pour les articles homonymes, voir Naiguata.
Le pico Naiguatá est un sommet situé au Venezuela, point culminant de la cordillère de la Costa à 2 765 mètres. Situé au nord de la capitale Caracas, il est sur la frontière entre les États de Miranda et de La Guaira. Sa première ascension date du 23 avril 1872. Il est l'un des points d'intérêt du parc national El Ávila.